# Lepanthes eltoroensis
Lepanthes eltoroensis là một loài thực vật có hoa trong họ Lan. Loài này được Stimson mô tả khoa học đầu tiên năm 1970.